# Gigi Chao
Gigi Chao (chinesisch 趙式芝, Pinyin Zhào Shìzhī; * 1979) ist eine chinesische Architektin, Modelagentur-Chefin und Helikopterpilotin.

## Leben
Chao ist die Tochter des Unternehmers Cecil Chao und der Schauspielerin Kelly Yao Wei. Ihren Abschluss machte sie an der University of Manchester und arbeitet inzwischen als Director im Konzern des Vaters. Internationale Bekanntheit erlangte sie, nachdem sie sich öffentlich zu ihrer Homosexualität bekannt hatte und es zu einem öffentlich ausgetragenen Konflikt mit ihrem Vater kam. Dieser akzeptiert die Homosexualität seiner Tochter nicht und nachdem sie ihre langjährige Partnerin heiratete, lobte er 2012 öffentlich einen Betrag von 65 Mio. US-Dollar aus, für den Mann, der es schafft seiner Tochter den Hof zu machen. 2013 verdoppelte er den Betrag auf 1 Mrd. Hongkong-Dollar für „den perfekten Mann für seine lesbische Tochter“. Diese Angelegenheit wurde als „Kulturkampf im Zentrum von Hongkongs Geldadel“ bezeichnet.
Gigi Chao gilt als lesbisches Vorbild und setzt sich für die Rechte der Homosexuellen in China ein. Bereits nach dem ersten „Kopfgeld“ ihres Vaters kam es zu einer Demonstration in Hongkong, bei der Gigi Chao und ihre Mutter als Rednerinnen auftraten. Organisiert wurde die Demonstration von evangelikalen Gruppen, die sich für die Rechte von Minderheiten einsetzen. Die Organisatoren sprachen von 50.000 Teilnehmern, wobei die Polizei von 5.000 Demonstranten ausging. Auch Regierungsvertreter äußerten sich zu dieser Affäre und gegen Diskriminierungen aufgrund der sexuellen Orientierung. Auch danach marschierte sie bei Demonstrationen für die gleichgeschlechtliche Ehe mit, setzt sich für die Rechte der Homosexuellen ein und berät bekannte Persönlichkeiten Hongkongs bei deren Coming-out-Plänen. Gigi Chao wandte sich 2014 mit einem offenen Brief über die Medien an ihren Vater und bat ihn um Toleranz.
Die South China Morning Post berichtete, dass Sacha Baron Cohen an einem Filmprojekt mit dem Titel The Lesbian arbeite, das von der Affäre inspiriert sei.

## Privatleben
Gigi Chao ist seit 2005 mit ihrer Partnerin Sean Eav liiert, die sie 2012 in Frankreich geheiratet hat.